# Ausra Fridrikas

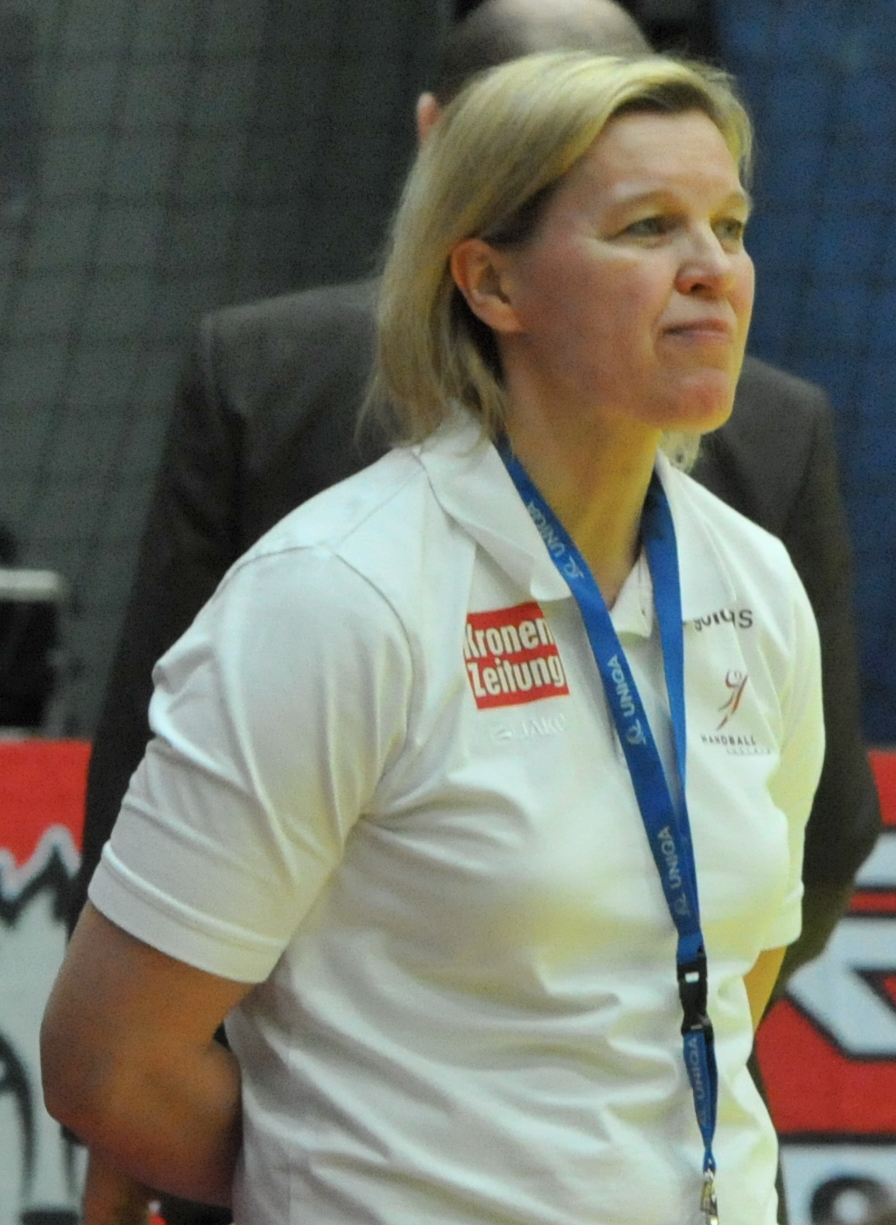
Ausra Fridrikas als Trainerin, 2014

Ausra Fridrikas (früher: Aušra oder Aušrelė Miklusyte; * 30. April 1967 in Varėna, Litauische SSR) ist eine ehemalige Handballspielerin. 1999 wurde sie von der IHF als Welthandballerin ausgezeichnet.

## Erfolge mit Nationalmannschaften
International spielte Fridrikas für die sowjetische Frauen-Handballnationalmannschaft (165 Einsätze), später für Litauen (86 Einsätze) und zuletzt für Österreich (133 Einsätze).
Bei der Handball-Weltmeisterschaft 1990 wurde Fridrikas mit der sowjetischen Auswahl Handballweltmeisterin, mit der österreichischen gewann sie bei der Europameisterschaft 1996 und der Weltmeisterschaft 1999 jeweils Bronze. Bei der Weltmeisterschaft 1999 wurde Fridrikas zur „wertvollsten Spielerin“ gekürt. Bei den Olympischen Spielen 2000 erreichte Fridrikas mit dem österreichischen Team Rang fünf.

## Erfolge mit Clubs
Mit Eglė Vilnius gewann Fridrikas 1988 den EHF-Pokal, mit Hypo Niederösterreich von 1993 bis 2000 durchgehend sowohl die österreichische Meisterschaft als auch den österreichischen Pokal, und in den Jahren 1993, 1994, 1995, 1998 und 2000 die EHF Champions League. Mit Slagelse FH gewann sie 2003 den EHF-Pokal und 2004 und 2005 die Champions League. Im Jahre 2003 wurde sie mit Slagelse dänische Pokalsiegerin, 2003 und 2005 dänische Meisterin. Sie kehrte 2005 nach Österreich zurück und spielte zunächst für den ZV McDonald’s Wiener Neustadt, ab der Saison 2006/07 wieder für ihren alten Verein Hypo Niederösterreich. Mit Hypo NÖ gewann sie ein weiteres Mal die österreichische Meisterschaft und den Pokal. Im Jahre 2007 beendete Ausra Fridrikas ihre Karriere.

## Trainerlaufbahn
Fridrikas übernahm im Oktober 2011 als Trainerin die österreichische Mädchen-Nationalmannschaft (Jahrgang 1996). Von 2015 bis 2017 war sie Trainerin der österreichischen Mädchen-Nationalmannschaft (Jahrgang 2000) und leitete bis 30. Juni 2018 das Projekt-Team 2020 Österreich. Von 2017 bis Ende 2019 arbeitete sie als Trainerin im Handballverein SSV Dornbirn. Ab dem Sommer 2020 bis November 2020 trainierte sie den deutschen Zweitligisten TG Nürtingen, ab 2020 trainiert sie A-Jugend von TuS Metzingen.

## Privates
Ausra Fridrikas war mit dem ehemaligen litauischen Fußballnationalspieler Robertas Fridrikas verheiratet und ist die Mutter von Lukas Fridrikas. 1995 erhielt sie die österreichische Staatsbürgerschaft.